# Sotto pressione (film)
Sotto pressione (Under Pressure, conosciuto anche come East River) è un film diretto da Raoul Walsh.

## Produzione
Il film fu prodotto da Robert Kane per la Fox Film Corporation. I tempi di lavorazione andarono al 7 settembre al 13 ottobre e dal 3 dicembre al 31 dicembre 1934. Tra gli assistenti operatori, appare anche il nome di Robert Surtees che, in seguito, sarebbe diventato uno dei nomi più noti tra i direttori della fotografia del cinema USA.

## Distribuzione
Distribuito dalla Fox Film Corporation, uscì nelle sale cinematografiche USA il 2 febbraio 1935.